# Asparagus natalensis
Asparagus natalensis — вид рослин із родини холодкових (Asparagaceae).

## Біоморфологічна характеристика
Це багаторічна витка рослина 40–200 см заввишки.

## Середовище проживання
Ареал: ПАР, Ефіопія, Кенія, Мозамбік, Сомалі, Свазіленд, Танзанія, Уганда.